# Paul Vojta
Paul Alan Vojta (30 de setembro de 1957) é um matemático estadunidense.
Conhecido por seu trabalho em teoria dos números sobre geometria diofantina e aproximação diofantina.
Estudou na Universidade de Minnesota, onde foi bolsista Putnam, com doutorado na Universidade Harvard em 1993. É professor do Departamento de Matemática da Universidade da Califórnia em Berkeley.
Formulando um grande número de conjecturas, indicou a possível existência de paralelos entre a teoria de Nevanlinna na análise complexa e a análise diofantina. Foi uma nova contribuição ao círculo de ideias permeando a conjectura de Mordell e a conjectura abc, sugerindo algo de importância significativa para o aspecto da solução inteira (espaço afim) de equações diofantinas.
Escreveu o xdvi, o popular formato visualizador DVI do editor TeX.

## Obras
- Vojta Siegels theorem in the compact case Annals of Math. Vol. 133, 1991, p. 509-548
- Vojta Mordells conjecture over function fields, Inventiones Mathematicae Vol. 98, 1989, p. 115
- Vojta Dysons Lemma for products of two curves of arbitrary genus, Inv.Math. 1989
- Vojta Diophantine approximations and value distribution theory, Springer Lecture notes in Mathematics Nr. 1239, 1987, ISBN 0387175512
- Vojta A higher dimensional Mordell conjecture in Cornell, Silverman (Ed.) Arithmetic geometry Springer, 1986, 1998
- Vojta Nevanlinna theory and Diophantine Approximation, in Schneider, Siu (Ed.) Several complex variables, MSRI Publications 1999, online:
- Vojta, Vortrag MSRI Recent developments in the relation between diophantine problems and Nevanlinna theory 1998
- Vojta A more general ABC conjecture 1998
- Vojta On the ABC conjecture and diophantine approximation by rational points 1999